# The Way of a Girl
The Way of a Girl is een stomme dramafilm uit 1925 van regisseur Robert G. Vignola met actrice Eleanor Boardman in de hoofdrol.  

## Rolverdeling
| Acteur            | Personage      |
| ----------------- | -------------- |
| Eleanor Boardman  | Rosamond       |
| Matt Moore        | George         |
| William Russell   | Brand          |
| Matthew Betz      | Matt           |
| Charles K. French | Politierechter |